# Jan Lauridsen (fodboldspiller)
Jan Sander Lauridsen (født 18. januar 1963) er en tidligere håndbold- og fodboldspiller. Som aktiv vandt Jan Lauridsen Danmarksmesterskabet både i håndbold og fodbold. Han spillede også på landsholdet i både håndbold og fodbold.
Jan Lauridsen begyndte som håndboldspiller i Viby IF og skiftede siden til Aarhus KFUM.  Her spillede han i to sæsoner fra 1982 til 1984 og vandt DM-guld med klubben i 1983. Fra 1984 til 1985 spillede Jan Lauridsen for den spanske håndboldklub Las Palmas. I 1984 spillede han fire landskampe for herrernes håndboldlandshold.
I 1985 skiftede Jan Lauridsen idrætsgren til fodbold i barndomsklubben Viby IF, og i august 1986 skrev han professionel kontrakt med AGF. Kort efter scorede han begge AGFs mål i en opvisningskamp mod FC Bayern München, og senere på året var han med til at vinde det danske mesterskab i fodbold med klubben. Lauridsen scorede det afgørende mål på Herfølge Stadion, der sikrede mesterskabet.
Jan Lauridsen var med til at vinde pokalturneringen med AGF i både 1987 og 1988, og i 1987 og 1989 var Jan Lauridsen AGFs topscorer. I 1988 spillede Jan Lauridsen sin hidtil eneste landskamp i fodbold, da han blev skiftet ind i en OL-kvalifikationskamp mod Vesttyskland.
Han sluttede karrieren som fodboldspiller efter to sæsoner i Viborg FF og et kort lejeophold hos Horsens fS. I 1992 vendte Jan Lauridsen tilbage som håndboldspiller for Aarhus KFUM og spillede to sæsoner for klubben i den bedste række.